# NET88
NET88是一間越南賭博公司，於2015年創立。2024年起成為英超球會水晶宮的贊助商。

## 歷史
NET88於2015年創立，其於英國註冊的商标於2024年3月13日申請。2024年，NET88取代先前的贊助商Cinch，成為英超球會水晶宮的贊助商，為期2年。在此交易之前，NET88甚少在網路平台現身，直到2024年6月才開設其推特帳號。

## 贊助與媒體報導
2024年6月，NET88與水晶宮足球俱樂部簽訂一份多年合作協議，成為後者的球衣前襟贊助商（front-of-shirt sponsor）。2024年6月13日，球會透過其社交媒體平台及網站正式宣佈有關合作。
根據《SportsPro》報導，有關協議據報每季價值約1000萬英磅，金額與球會過往的贊助安排相比大幅增加。《The Athletic》報導指出，在賭博行業的法規改變後，英超球會面臨新球衣贊助商的最後期限，而有關合作恰好於此時達成。
宣佈消息之後，部份媒體援引公開記錄稱，NET88和狼隊的贊助商DEBET於同一日提交商標申請，惹來對各實體之間潛在關聯的輿論。